# Dendronotus orientalis
Dendronotus orientalis is een slakkensoort uit de familie van de Dendronotidae. De wetenschappelijke naam van de soort is voor het eerst geldig gepubliceerd in 1932 door Baba.